# Martin Bachhuber
Martin Bachhuber (né le 14 octobre 1955 à Benediktbeuern) est un homme politique allemand (CSU).
Bachhuber est un administrateur qualifié. De 1984 à 2008, il est maire de la station thermale de Haute-Bavière de Bad Heilbrunn. Après les élections locales du printemps 1990, il prend également un mandat au conseil d'arrondissement de Bad Tölz-Wolfratshausen et le 14 octobre 1990 au conseil du district de Haute-Bavière, qu'il garde jusqu'à l'automne 2008. De 1996 à 2008, il est administrateur de district adjoint.
En mars 2008, il est battu par Josef Niedermaier (Électeurs libres) au second tour du scrutin pour l'élection de l'administrateur du district de Tölzer. Lors des élections régionales de 2008, il remporte la circonscription de Bad Tölz-Wolfratshausen, Garmisch-Partenkirchen (circonscription de Haute-Bavière) et devient membre du Landtag de Bavière pour la première fois à l'automne 2008. Bachhuber est également membre de la commission du budget et des affaires financières de l'État.
Il est marié et a trois enfants.